# Giorgio Ferrini
(Paolo Pulici)
Giorgio Ferrini (Trieste, 18 agosto 1939 – Torino, 8 novembre 1976) è stato un calciatore e allenatore di calcio italiano, di ruolo centrocampista. Con la nazionale italiana è stato campione d'Europa  nel 1968. Con 566 presenze è al primo posto nella classifica dei giocatori più presenti con la maglia del Torino.
Era soprannominato la Diga per le sue doti di incontrista.

## Caratteristiche tecniche
Mezzala di quantità, poteva giocare anche sulla fascia come interditore.

## Carriera

### Club

#### Giovanili
Cresciuto nelle giovanili del Ponziana, nel 1955 fu prelevato dal Torino e inserito nel proprio settore giovanile, dove  rimase tre anni.
Nel 1957 fece un provino con il tecnico federale Giuseppe Galluzzi in vista di un torneo giovanile internazionale.

#### Varese
L'11 agosto 1958 venne ceduto in prestito al Varese in Serie C. Con i biancorossi disputò una stagione da titolare, contribuendo alla salvezza della squadra con dieci reti.

#### Torino
Rientrato dal prestito, fu messo in ballottaggio con Mazzero per il posto da mezz'ala titolare della squadra che si apprestava a disputare il campionato di Serie B.
Il 20 settembre esordì con la maglia granata in Sambenedettese-Torino (0-0) e la settimana successiva segnò la sua prima rete in Torino-Cagliari (5-0).
Concluse la stagione con 38 presenze e 3 reti, ottenendo la promozione in Serie A e rivelandosi fondamentale nell'economia del gioco per la sua corsa e la sua grinta.

La grinta in campo di Giorgio Ferrini

Nella stagione successiva fu confermato come pedina fondamentale del gioco della squadra dall'allenatore Benjamín Santos e debuttò in A il 25 settembre 1960 in Torino-Sampdoria (0-1). Insieme a Remo Lancioni fu uno dei più impiegati nella formazione che ottenne il 12º posto in campionato.
Trascorse in granata sedici stagioni, diventando il giocatore con più presenze nella massima divisione, 405 con 39 gol realizzati, ed in assoluto, 566 tra campionati, Coppa Italia e coppe europee, con 56 gol in totale. Vinse solo due Coppe Italia, l'edizione 1967-1968 e la 1970-1971.
L'ultima gara giocata fu Napoli-Torino (1-0) del 22 giugno 1975, ultima gara del girone della Coppa Italia 1974-1975.

### Nazionale
Fu convocato dal selezionatore Gipo Viani nella rappresentativa azzurra che si piazzò al quarto posto al torneo olimpico di Roma 1960, nel quale disputò 3 gare: a Napoli contro la Rep. Cinese (Formosa) 4-1, a Firenze contro il Brasile 3-1 e la semifinale, nuovamente a Napoli, contro la Jugoslavia, terminata 1-1 e vinta dagli slavi solo dopo il sorteggio.
Sempre nel 1960 fu convocato per la gara della Nazionale di calcio di Lega della Serie A under 23 contro l'omologa squadra della Lega inglese, nella quale entrò al 30' sostituendo Giacomo Bulgarelli.
Con la Nazionale maggiore esordì il 13 maggio 1962 in Belgio-Italia (1-3), alla vigilia del Mondiale in Cile. Durante questa competizione fu protagonista con Mario David della sfida con i padroni di casa del Cile, ricordata come la "battaglia di Santiago".
In quella partita dopo sette minuti di gioco venne espulso dall'arbitro inglese Ken Aston per un violento fallo nei confronti del cileno Honorino Landa. Si rifiutò di lasciare il terreno e continuò a giocare fin tanto che non intervenne la polizia a portarlo fuori campo.
A differenza di molti protagonisti di quel Mondiale, tornò a giocare in Nazionale e la sua ultima gara fu la prima delle due sfide della finale del Campionato europeo di calcio del 1968 contro la Jugoslavia, giocata l'8 giugno 1968.
Giocò in totale 7 gare con la maglia azzurra.

## La morte
Pochi mesi dopo il suo ritiro, mentre ricopriva il ruolo di allenatore in seconda di Luigi Radice nella stagione in cui i granata tornarono a cucirsi lo scudetto sul petto, titolo inseguito da Ferrini per tutta la carriera, fu colpito due volte da emorragia cerebrale (il 25 agosto e, dopo un'iniziale ripresa, il 18 ottobre 1976). Nonostante due operazioni chirurgiche, morì l'8 novembre 1976 all'età di 37 anni.
È sepolto nel piccolo cimitero collinare di Pino Torinese.

## Statistiche

### Presenze e reti nei club
| Stagione        | Squadra         | Campionato      | Campionato | Campionato | Coppe nazionali | Coppe nazionali | Coppe nazionali | Coppe continentali | Coppe continentali | Coppe continentali | Altre coppe | Altre coppe | Altre coppe | Totale | Totale |
| Stagione        | Squadra         | Comp            | Pres       | Reti       | Comp            | Pres            | Reti            | Comp               | Pres               | Reti               | Comp        | Pres        | Reti        | Pres   | Reti   |
| --------------- | --------------- | --------------- | ---------- | ---------- | --------------- | --------------- | --------------- | ------------------ | ------------------ | ------------------ | ----------- | ----------- | ----------- | ------ | ------ |
| 1958-1959       | Varese          | C               | 34         | 10         | CI              | ?               | 1               | -                  | -                  | -                  | -           | -           | -           | 34+    | 11     |
| 1959-1960       | Torino          | B               | 38         | 3          | CI              | 2               | 0               | -                  | -                  | -                  | CA          | 1           | 0           | 41     | 3      |
| 1960-1961       | Torino          | A               | 32         | 2          | CI              | 1               | 0               | CM                 | 1                  | 0                  | -           | -           | -           | 34     | 2      |
| 1961-1962       | Torino          | A               | 32         | 3          | CI              | 0               | 0               | -                  | -                  | -                  | CA          | 2           | 1           | 34     | 4      |
| 1962-1963       | Torino          | A               | 34         | 2          | CI              | 4               | 1               | CM                 | 2                  | 0                  | -           | -           | -           | 40     | 3      |
| 1963-1964       | Torino          | A               | 32         | 7          | CI              | 5               | 1               | -                  | -                  | -                  | -           | -           | -           | 37     | 8      |
| 1964-1965       | Torino          | A               | 33         | 10         | CI              | 2               | 0               | CdC                | 9                  | 0                  | -           | -           | -           | 44     | 10     |
| 1965-1966       | Torino          | A               | 28         | 1          | CI              | 0               | 0               | CdF                | 1                  | 0                  | -           | -           | -           | 29     | 1      |
| 1966-1967       | Torino          | A               | 33         | 2          | CI              | 3               | 0               | CdA                | 5                  | 1                  | -           | -           | -           | 41     | 3      |
| 1967-1968       | Torino          | A               | 28         | 4          | CI              | 10              | 2               | -                  | -                  | -                  | Int         | 3           | 1           | 41     | 7      |
| 1968-1969       | Torino          | A               | 18         | 2          | CI              | 11              | 1               | CdC                | 3                  | 0                  | -           | -           | -           | 32     | 3      |
| 1969-1970       | Torino          | A               | 22         | 4          | CI              | 11              | 3               | -                  | -                  | -                  | -           | -           | -           | 33     | 7      |
| 1970-1971       | Torino          | A               | 21         | 0          | CI              | 11              | 1               | CM                 | 2                  | 0                  | -           | -           | -           | 34     | 1      |
| 1971-1972       | Torino          | A               | 23         | 2          | CI              | 5               | 1               | CdC                | 6                  | 0                  | CdL         | 2           | 0           | 36     | 3      |
| 1972-1973       | Torino          | A               | 29         | 0          | CI              | 4               | 0               | CU                 | 2                  | 0                  | CAI         | 2           | 0           | 37     | 0      |
| 1973-1974       | Torino          | A               | 23         | 0          | CI              | 4               | 1               | CU                 | 2                  | 0                  | -           | -           | -           | 29     | 1      |
| 1974-1975       | Torino          | A               | 17         | 0          | CI              | 7               | 0               | CU                 | 2                  | 0                  | -           | -           | -           | 26     | 0      |
| Totale Torino   | Totale Torino   | Totale Torino   | 443        | 42         |                 | 80              | 11              |                    | 35                 | 1                  |             | 10          | 2           | 568    | 56     |
| Totale carriera | Totale carriera | Totale carriera | 477        | 52         |                 | 80+             | 12              |                    | 35                 | 1                  |             | 10          | 2           | 602+   | 67     |

### Cronologia presenze e reti in nazionale
| Cronologia completa delle presenze e delle reti in nazionale ― Italia | Cronologia completa delle presenze e delle reti in nazionale ― Italia | Cronologia completa delle presenze e delle reti in nazionale ― Italia | Cronologia completa delle presenze e delle reti in nazionale ― Italia | Cronologia completa delle presenze e delle reti in nazionale ― Italia | Cronologia completa delle presenze e delle reti in nazionale ― Italia | Cronologia completa delle presenze e delle reti in nazionale ― Italia | Cronologia completa delle presenze e delle reti in nazionale ― Italia |
| Data                                                                  | Città                                                                 | In casa                                                               | Risultato                                                             | Ospiti                                                                | Competizione                                                          | Reti                                                                  | Note                                                                  |
| --------------------------------------------------------------------- | --------------------------------------------------------------------- | --------------------------------------------------------------------- | --------------------------------------------------------------------- | --------------------------------------------------------------------- | --------------------------------------------------------------------- | --------------------------------------------------------------------- | --------------------------------------------------------------------- |
| 13-5-1962                                                             | Bruxelles                                                             | Belgio                                                                | 1 – 3                                                                 | Italia                                                                | Amichevole                                                            | -                                                                     |                                                                       |
| 31-5-1962                                                             | Santiago del Cile                                                     | Italia                                                                | 0 – 0                                                                 | Germania Ovest                                                        | Mondiali 1962 - 1º turno                                              | -                                                                     |                                                                       |
| 2-6-1962                                                              | Santiago del Cile                                                     | Cile                                                                  | 2 – 0                                                                 | Italia                                                                | Mondiali 1962 - 1º turno                                              | -                                                                     | 7’                                                                    |
| 23-12-1967                                                            | Cagliari                                                              | Italia                                                                | 4 – 0                                                                 | Svizzera                                                              | Qual. Euro 1968                                                       | -                                                                     |                                                                       |
| 20-4-1968                                                             | Napoli                                                                | Italia                                                                | 2 – 0                                                                 | Bulgaria                                                              | Qual. Euro 1968                                                       | -                                                                     |                                                                       |
| 5-6-1968                                                              | Napoli                                                                | Italia                                                                | 0 – 0 dts                                                             | Unione Sovietica                                                      | Euro 1968 - Semifinale                                                | -                                                                     |                                                                       |
| 8-6-1968                                                              | Roma                                                                  | Italia                                                                | 1 – 1 dts                                                             | Jugoslavia                                                            | Euro 1968 - Finale                                                    | -                                                                     |                                                                       |
| Totale                                                                |                                                                       | Presenze                                                              | 7                                                                     |                                                                       | Reti                                                                  | 0                                                                     |                                                                       |

### Record

#### Nel Torino
- Giocatore con più presenze, 566.
- Giocatore con più presenze in Serie A, 404.
- Giocatore con più presenze in campionato, 442.
- Giocatore con più presenze nelle coppe nazionali, 80.
- Giocatore con più presenze nelle coppe europee, 45.
- Giocatore con più presenze nei derby di Torino, 30.
- Giocatore con più stagioni da capitano (12, dalla 1963-1964 alla 1974-1975).

## Palmarès

### Club

#### Competizioni nazionali
- Coppa Italia: 2

Torino: 1967-1968, 1970-1971

### Nazionale
- Campionato d'Europa: 1

Italia 1968

## Toponomastica
Il 3 ottobre 2024, in occasione dell'inaugurazione del Distretto toponomastico dello Sport del Villaretto, gli è stata intitolata una via della città di Torino.

## Galleria d'immagini

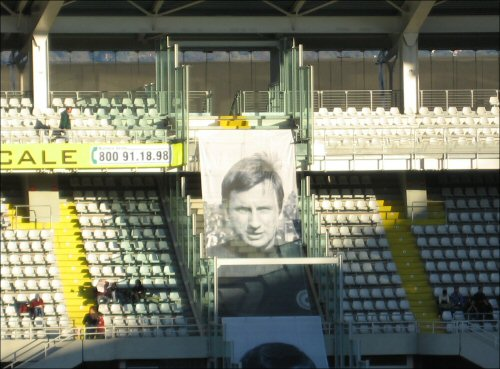
Stadio Olimpico: Giorgio Ferrini è una delle figure più carismatiche della centenaria storia granata
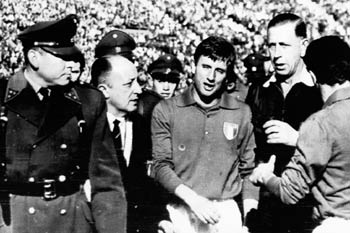
Ferrini durante Italia-Cile
Giorgio Ferrini vice di Radice